# NSG Schenkenberg
NSG Schenkenberg este o arie protejată (arie specială de conservare — SAC, sit de importanță comunitară — SCI) din Germania întinsă pe o suprafață de 52 ha, integral pe uscat.

## Localizare
Centrul sitului NSG Schenkenberg este situat la coordonatele 50°41′28″N 11°17′35″E / 50.6911°N 11.2931°E.

## Înființare
Situl NSG Schenkenberg a fost declarat sit de importanță comunitară în septembrie 2000 pentru a proteja 7 specii de animale. Situl a fost protejat și ca arie specială de conservare în iulie 2008.

## Biodiversitate
Situată în ecoregiunea continentală, aria protejată conține 5 habitate naturale: Pante stâncoase silicioase cu vegetație casmofită, Roci stâncoase cu vegetație pionieră de Sedo-Scleranthion sau Sedo albi-Veronicion dillenii, Păduri de stejar și carpen Galio-Carpinetum, Păduri pe pante, grohotișuri și ravene de Tilio-Acerion, Păduri aluvionare cu Alnus glutinosa și Fraxinus excelsior (Alno-Padion, Alnion incanae, Salicion albae).
La baza desemnării sitului se află mai multe specii protejate:
- păsări (4): buha (Bubo bubo), ciocănitoarea de stejar (Dendrocopos medius), ciocănitoare neagră (Dryocopus martius), viespar (Pernis apivorus)
- mamifere (1): liliac comun (Myotis myotis)
- nevertebrate (2): Euplagia quadripunctaria, rădașcă (Lucanus cervus)

Pe lângă speciile protejate, pe teritoriul sitului au mai fost identificate 3 specii de mamifere, 40 de specii de nevertebrate, 1 specie de reptile.